# Jan Paulsen
Jan Paulsen (* 12. Februar 1967 in Aalborg) ist ein ehemaliger dänischer Badmintonspieler.

## Karriere
Jan Paulsen wurde im Jahr 1990 Europameister im Herrendoppel gemeinsam mit Henrik Svarrer. Mit dem dänischen Team war er bei derselben Veranstaltung ebenfalls erfolgreich und verteidigte damit den Titel von 1988. Des Weiteren war er unter anderem bei den Indonesia Open, Belgian International, Nordischen Meisterschaften, Finland International und German Open erfolgreich. Bei den Olympischen Spielen 1992 wurde er Fünfter im Doppel.

## Sportliche Erfolge
| Saison    | Veranstaltung                                    | Disziplin    | Platz | Name |
| --------- | ------------------------------------------------ | ------------ | ----- | --- |
| 1977/1978 | Dänemark: Einzelmeisterschaften der Junioren U13 | Herreneinzel | 1     | Jan Paulsen, Viborg |
| 1978/1979 | Dänemark: Einzelmeisterschaften der Junioren U13 | Herrendoppel | 1     | Jan Paulsen, Viborg / Torben Larsen, Esbjerg |
| 1978/1979 | Dänemark: Einzelmeisterschaften der Junioren U13 | Herreneinzel | 1     | Jan Paulsen, Viborg |
| 1978/1979 | Dänemark: Einzelmeisterschaften der Junioren U13 | Mixed        | 1     | Jan Paulsen, Viborg / Marlene Nørgaard, Resen |
| 1979/1980 | Dänemark: Einzelmeisterschaften der Junioren U15 | Mixed        | 1     | Jan Paulsen / Gitte Paulsen, Viborg |
| 1982/1983 | Dänemark: Einzelmeisterschaften der Junioren U17 | Mixed        | 1     | Jan Paulsen / Marian Christiansen, Triton, Aalborg |
| 1984      | Nordische Juniorenmeisterschaften                | Herrendoppel | 1     | Jan Paulsen / Anders Nielsen |
| 1984      | Nordische Juniorenmeisterschaften                | Herreneinzel | 1     | Jan Paulsen |
| 1984/1985 | Dänemark: Einzelmeisterschaften der Junioren U19 | Herrendoppel | 1     | Jan Paulsen, Triton / Lars Pedersen, Greve |
| 1984/1985 | Dänemark: Einzelmeisterschaften der Junioren U19 | Mixed        | 1     | Jan Paulsen / Tina Nielsen, Triton, Aalborg |
| 1985      | Junioren-Europameisterschaft                     | Mixed        | 1     | Jan Paulsen / Marian Christiansen |
| 1985      | Junioren-Europameisterschaft                     | Herrendoppel | 1     | Jan Paulsen / Lars Pedersen |
| 1985      | Junioren-Europameisterschaft                     | Herreneinzel | 2     | Jan Paulsen |
| 1985      | Nordische Juniorenmeisterschaften                | Herreneinzel | 1     | Jan Paulsen |
| 1985      | Nordische Juniorenmeisterschaften                | Mixed        | 1     | Jan Paulsen / Marian Christiansen |
| 1985      | Nordische Juniorenmeisterschaften                | Herrendoppel | 1     | Jan Paulsen / Lars Pedersen |
| 1986/1987 | Dänemark: Einzelmeisterschaft der Amateure       | Mixed        | 1     | Jan Paulsen / Gitte Paulsen, Triton, Aalborg |
| 1986/1987 | Dänemark: Einzelmeisterschaften                  | Herrendoppel | 1     | Jan Paulsen, Triton, Aalborg / Steen Fladberg, Køge |
| 1987      | Nordische Meisterschaften                        | Herrendoppel | 1     | Steen Fladberg / Jan Paulsen |
| 1987      | Indonesia Open                                   | Mixed        | 1     | Jan Paulsen / Gillian Gowers |
| 1988      | Europameisterschaft                              | Herrendoppel | 2     | Steen Fladberg / Jan Paulsen |
| 1988      | Belgian International                            | Mixed        | 1     | Jan Paulsen / Gillian Gowers |
| 1988      | German Open                                      | Herrendoppel | 1     | Steen Fladberg / Jan Paulsen |
| 1988      | Europameisterschaft                              | Mannschaft   | 1     | Dänemark (Kirsten Larsen, Jens Peter Nierhoff, Michael Kjeldsen, Dorte Kjær, Nettie Nielsen, Steen Fladberg, Morten Frost, Christina Bostofte, Jan Paulsen, Henrik Svarrer)                       |
| 1989      | German Open                                      | Mixed        | 1     | Jan Paulsen / Gillian Gowers |
| 1989      | German Open                                      | Herrendoppel | 1     | Jan Paulsen / Henrik Svarrer |
| 1990      | Europameisterschaft                              | Herrendoppel | 1     | Jan Paulsen / Henrik Svarrer |
| 1990      | Europameisterschaft                              | Mannschaft   | 1     | Dänemark (Jon Holst-Christensen, Grete Mogensen, Morten Frost, Dorte Kjær, Nettie Nielsen, Pernille Nedergaard, Lotte Olsen, Henrik Svarrer, Jan Paulsen, Poul-Erik Høyer Larsen, Kirsten Larsen) |
| 1992      | Europameisterschaft                              | Herrendoppel | 2     | Jan Paulsen / Henrik Svarrer |
| 1992      | All England                                      | Herrendoppel | 2     | Jan Paulsen / Henrik Svarrer |
| 1992      | Nordische Meisterschaften                        | Herrendoppel | 1     | Jon Holst-Christensen / Jan Paulsen |
| 1992      | Olympia                                          | Herrendoppel | 5     | Jan Paulsen / Henrik Svarrer |
| 1992      | Finnish International                            | Mixed        | 1     | Jan Paulsen / Fiona Smith |